# Andy Mineo
Andrew Aaron Mineo (Siracusa (Nueva York), Estados Unidos, 17 de abril de 1988) es un rapero, productor, ejecutivo musical y director de vídeo estadounidense de hip hop cristiano con sede en la ciudad de Nueva York. Firmó con Reach Records y su iniciativa creativa Miner League. Además de su trabajo en solitario, es miembro del colectivo de hip hop 116 Clique de Reach Records.

## Biografía
Mineo se crio en un hogar monoparental en Syracuse, Nueva York . En el verano antes de ingresar al octavo grado, Mineo fue a un campamento de verano en el que su hermana trabajaba como consejera y se vio expuesta al Evangelio y su vida había cambiado. Sin embargo, después de su conversión, Mineo ingresó a la escuela secundaria sin apoyo cristiano, y pronto se alejó de su fe. Mientras estaba en la escuela secundaria, Mineo adquirió equipos de grabación y comenzó a vender tiempo de estudio fuera de su casa. Había formado una amistad con Chris "Oxburg" Leonard, y la pareja grabó una canción juntos en 2001.
Después de graduarse de The City College of New York (CCNY), Mineo, junto con Leonard, se unió a un grupo de rap llamado Fat Camp, que posteriormente ganó un concurso de canciones para WJPZ-FM y firmó con Marshall Street Records de la Universidad de Syracuse. El grupo se abrió para actos importantes de Jadakiss, The Roots y Common, así como miembros de la escena underground, como Immortal Technique y Dead Prez, cuando dichos artistas participaron en la Universidad. En 2006, el grupo grabó y lanzó un álbum de estudio titulado The Food.
En su primer año de universidad, Mineo conoció al productor Alex Medina y a través de él descubrió el proyecto de evangelismo urbano TRUCE. Después de escuchar la canción "Price Tag" de Da 'TRUTH , Mineo decidió cerrar su estudio y volver a dedicar su vida a Cristo. También dejó Fat Camp, que se disolvió rápidamente. Aunque es cristiano, elige no identificarse como un "rapero cristiano", porque siente que esa etiqueta aleja a algunas personas.

## Carrera musical
Originario de Syracuse, Mineo trabajó como productor en la escuela secundaria de Henninger High School en el norte del estado de Nueva York, y se unió al grupo de hip-hop Fat Camp, firmado con Marshall Street Records de la Universidad de Syracuse. Después de mudarse a la ciudad de Nueva York, volvió a dedicar su vida a Cristo y cerró su estudio de producción para reiniciar su carrera. Lanzó de manera independiente su primer mixtape Sin is Wack en 2009 y se unió a un programa de alcance comunitario creado por Nicky Cruz llamado TRUCE, donde conoció a sus amigos y colaboradores de mucho tiempo, Alex Medina, Wordsplayed, Rich Perez y otros. Al encontrarse, Andy comenzó a colaborar con Alex Medina en un disco llamado "Background" que luego se colocaría en el álbum Rehab de Lecrae y fue la introducción de Andy a Reach Records.
En 2011, Andy lanzó "In My City", un sencillo con Efrain de Doubledge, que continuó generando impulso y entusiasmo. Después de cambiar el nombre de C-Lite, Andy firmó con Reach Records y lanzó, Formerly Known, un álbum de estudio de larga duración y Heroes for Sale el 16 de abril de 2013. El 28 de enero de 2014, lanzó un EP titulado Never Land. Su segundo álbum, Uncomfortable, fue lanzado el 18 de septiembre de 2015.
Su trabajo en vídeo y televisión incluye "Saturday Morning Car-Tunez", "League Chumps Season 1" y codirección en numerosos de sus propios vídeos musicales. Como productor, su trabajo incluye temas de su autoeditado "In My City", Formerly Known , Saturday Morning Car-Tunez y Heroes for Sale. También produjo el sencillo "Destiny" de Sheena Lee, en el que actuó como actor destacado y, junto con el rapero Derek Minor, ayudó a DJ Official en la producción de "Power Trip" de Lecrae, con Andy Mineo, Derek Minor y Sho Baraka, del álbum Gravity, el cual ganó en la categoría de Mejor Álbum Cristiano en los Premios Grammy 2013.
Tras el cierre de su estudio, Mineo salió de gira con TRUCE. Lanzó su primer mixtape, Sin is Wack. Mineo explicó en una entrevista que se le ocurrió el concepto del título "Sin is Wack" a través de su trabajo con TRUCE. Después de este lanzamiento, Mineo cantó en la canción de Lecrae "Background" de Rehab en 2010 y " Reverse "from Blacklight de Tedashii en 2011. Mineo explicó a Rapzilla, " Background" fue su primer intento de cantar, y luego del éxito de esa canción recibió solicitudes posteriores. The Christhian Manifesto afirmó que el coro de Mineo para "Background" convirtió a Rehab en uno de los mejores álbumes cristianos hasta la fecha, y declaró que Mineo se convirtió en uno de los artistas más buscados, particularmente por sus canciones. Cuando se le preguntó acerca de su reconocimiento como cantante en lugar de un MC, Mineo dijo "disfruto hacer melodías", y dijo que no estaba demasiado preocupado por el rap cuando proporcionaba coros para canciones y estaba contento con la oportunidad de servir en cualquier capacidad. Mineo contribuyó para "Put On" en Captured de Flame y "The Reunion Cypha" en Stop the Funeral de The Ambassador . Lanzó el sencillo «In My City» en 2011 como parte de la caminata de oración del Movimiento Dios en Mi Ciudad en la que estuvo involucrado Mineo. Rapzilla informó que la canción se convirtió en un "himno para mucha gente".
El 28 de julio de 2011, en Legacy Conference 2011, Reach Records anunció que Mineo había firmado con el sello. Al firmar con la etiqueta, Mineo abandonó el nombre artístico C-Lite, afirmando que "nunca le gustó el nombre" y que su firma marcó un buen momento para la transición a su nombre legal. Lanzó su mixtape debut en Reach Records, Formerly Known, el 29 de septiembre de 2011.
En mayo de 2012, Mineo lanzó una serie web de 4 episodios titulada Saturday Morning Car-Tunez que lo presentaba remezclando canciones clásicas de hip-hop. Las canciones remezcladas se lanzaron como descarga gratuita. El 17 de julio, Mineo se presentó junto a Lecrae en la Apple Store en SoHo, Nueva York para promocionar el sexto álbum de estudio de Lecrae, Gravity. En agosto, Mineo actuó en la gira de conciertos God Belongs in My City 2012 con Anthony Shepherd & The Roar y Sheena Lee. También encabezó los Kingdom Choice Awards 2012 junto con Swoope y Bizzle. Desde el mes de octubre hasta noviembre, Mineo realizó una gira como miembro de 116 Clique en la gira Unashamed 2012: Come Alive. Los días 7 y 8 de diciembre, Mineo participó en la Kings Dream Conference, un lanzamiento del sello Kings Dream del grupo de hip-hop theBREAX.
El 8 de enero de 2013, Mineo anunció la fecha de lanzamiento de Heroes for Sale , el 16 de abril de 2013, y lanzó la portada.
El 1 de enero de 2014, Mineo anunció la segunda temporada de Saturday Morning Car-Tunez , que mostró la realización del EP de Mineo, Never Land, lanzado el 28 de enero de 2014. Never Land incluye "You Can't Stop Me", "Never Land" y "Paisano's Wylin", obteniendo muy buena recepción por parte del público. El sencillo «You can't stop me» obtuvo un Premio Whammy ESPN como canción Walk Up de la MLB.
El 19 de mayo de 2015, lanzó un sencillo, «Lay Up», con palabras nativas de Nueva York, Wordsplayed y producido por Alex Medina y Tyshane. En las dos semanas anteriores a eso, estableció una forma para que los fanáticos le enviaran un mensaje de texto para recibir un enlace privado a la canción en SoundCloud.
Andy Mineo reveló el arte para su segundo álbum de larga duración con Reach Records, Uncomfortable, el 16 de julio de 2015. El álbum fue lanzado el 18 de septiembre de 2015.
En 2016, Mineo lanzó un video musical para su canción «Hear My Heart», que describe su culpa por no aprender el lenguaje de señas para comunicarse con su hermana sorda durante 25 años. Mineo dijo que trabajó durante un año para traducir cada sonido de la canción en una experiencia tridimensional para que los espectadores sordos pudieran experimentar el ritmo de la música.
Mineo fundó Miner League, una marca que había explicado que le daría una nueva salida para hacer música y ampliar su alcance. Wordsplayed fue el primer artista firmado con la marca. Mineo había experimentado un alto creativo mientras escribía su próximo álbum. Se acercó a Wordsplayed, y juntos idearon el concepto de Magic and Bird, un EP de cinco canciones de Mineo y Wordsplayed. Pasaron tres semanas en Atlanta, Georgia, para seguir desarrollando el proyecto. Pasó de ser un EP de cinco canciones a un mixtape de diez canciones con una canción extra y dos parodias. Mineo y Wordsplayed llamaron a su canción «Dunk Contest», un resumen de su tiempo en Atlanta.
El prelanzamiento reclamó el número 1 en todos los géneros de iTunes. Andy Mineo y Wordsplayed Present Magic y Bird alcanzaron el número 1 en los mejores álbumes cristianos. "El set se movió con 11,000 unidades de álbum equivalentes obtenidas en su primera semana, con 8,000 en ventas tradicionales" dijo el periodista Timothy Yap del portal de música cristiana Hallels. El mixtape también alcanzó el puesto número 3 en Rap Album Sales y el número 23 en Top Rap Albums. "Dunk Contest" entró en el Top 50 viral de Spotify en Canadá, el Reino Unido, Noruega, Australia, Nueva Zelanda, Taiwán, España, Francia y Turquía . En 2017, Mineo y Wordsplayed lanzaron la gira Friends and Family Tour, y acompañaron además, Social Club Misfits.
Mineo obtuvo su primera certificación RIAA cuando «You Can't Stop Me» se convirtió en oro el 17 de enero de 2018. El rapero mantuvo las noticias en silencio hasta que lanzó el remix con Messiah el 11 de abril de 2018.
El 27 de abril de 2018, Mineo lanzó una obra extendida llamada I: the Arrow . Cuatro días antes del lanzamiento programado de su EP, Mineo dijo que estaba "inseguro [de] cuándo [él] comenzó a sentirse atrapado en esta nube o cuándo terminará, pero [él sabía] que [había] otros que sentían lo mismo". Presentó al grupo electrónico Weatherman sus canciones, «Family Photo» y «Anxiety». Mineo reveló que el lanzamiento de seis pistas es la primera de cuatro obras extendidas que culminan en su tercer álbum de estudio. El EP alcanzó el puesto número 2 en la lista de los mejores álbumes cristianos de Billboard y ganó 6,000 unidades de álbumes equivalentes en su primera semana.
El 21 de septiembre de 2018, lanzó otro EP, II: The Sword, que es el segundo de cuatro EP. El EP, alcanzó el número 15 en la lista de álbumes digitales de Billboard para la semana del 6 de octubre de 2018.
En 2021, debido a la viralización en la red social TikTok e Instagram de su canción en colaboración con Lecrae, «Coming in hot», lanzaron un EP de cuatro remezclas. Luego de esto, llegó la certificación por la RIAA de este sencillo, siendo el segundo en la carrera del artista.

### Miner League
Andy comenzó a construir su propia iniciativa creativa, Miner League, y firmó a Wordsplayed junto con el artista alternativo de Los Ángeles, Willow Stephens, que apareció en su canción "Strange Motions" en Uncomfortable. En 2016, Wordsplayed lanzó el primer proyecto de la iniciativa, Clowntown, seguido del EP homónimo de Willow Stephens. En 2017, Miner League y Reach Records se asociaron para lanzar un mixtape colaborativo titulado Andy Mineo & Wordsplayed Present Magic & Bird el 4 de agosto de 2017.

## Vida personal
Andy Mineo se casó con Christina Delgado el 23 de agosto de 2014, después de su compromiso en abril. Vive en Washington Heights, y es amigo cercano de sus mentores Alex Medina y Rich Perez, quienes también son colaboradores artísticos frecuentes con Mineo.
Era pastor en Christ Crucified Fellowship, de la cual Pérez es pastor principal, pero con el creciente éxito de su carrera musical asumió el papel de diácono.

## Discografía

### Álbumes de estudio
| Título | Detalles del álbum                                                                                             | Máximas posiciones obtenidas | Máximas posiciones obtenidas | Máximas posiciones obtenidas | Máximas posiciones obtenidas | Máximas posiciones obtenidas |
| Título | Detalles del álbum                                                                                             | US                           | US Rap                       | US Christ.                   | UK Christ.                   | US Gospel                    |
| --- | --- | ---------------------------- | ---------------------------- | ---------------------------- | ---------------------------- | ---------------------------- |
| Heroes for Sale | - Fecha de lanzamiento: Abril 16, 2013 - Discográfica: Reach Records - Formatos: CD, LP, descarga digital      | 11                           | 4                            | 1                            | 2                            | 1                            |
| Uncomfortable | - Fecha de lanzamiento: Septiembre 18, 2015 - Discográfica: Reach Records - Formatos: CD, LP, descarga digital | 10                           | 3                            | 1                            | —                            | —                            |
| Nota: a partir de 2015, Billboard hizo que la mayoría de los álbumes de Hip hop / Rap no fueran elegibles para las listas de gospel | |                              |                              |                              |                              |                              |

### Álbumes colaborativos
| Título                                                                | Detalles del álbum                                                                                        | Máximas posiciones obtenidas | Máximas posiciones obtenidas | Máximas posiciones obtenidas | Máximas posiciones obtenidas |
| Título                                                                | Detalles del álbum                                                                                        | US                           | US Christ                    | US Rap                       | US R&B /HH                   |
| --------------------------------------------------------------------- | --- | ---------------------------- | ---------------------------- | ---------------------------- | ---------------------------- |
| Andy Mineo and Wordsplayed Present Magic & Bird (junto a Wordsplayed) | - Fecha de lanzamiento: Agosto 4, 2017 - Discográfica: Reach Records - Formatos: CD, LP, descarga digital | 49                           | 1                            | 23                           | 28                           |

### Álbumes de Reproducción Extendida (EP)
| Título        | Detalles del álbum                                                                                         | Máximas posiciones obtenidas | Máximas posiciones obtenidas | Máximas posiciones obtenidas | Máximas posiciones obtenidas | Ventas       |
| Título        | Detalles del álbum                                                                                         | US                           | US Rap                       | US Christ.                   | UK Christ.                   | Ventas       |
| ------------- | --- | ---------------------------- | ---------------------------- | ---------------------------- | ---------------------------- | ------------ |
| Never Land    | - Fecha de lanzamiento: Enero 28, 2014 - Discográfica: Reach Records - Formatos: CD, descarga digital      | 13                           | 2                            | 2                            | 1                            | - US: 72,000 |
| I: The Arrow  | - Fecha de lanzamiento: Abril 27, 2018 - Discográfica: Reach Records - Formatos: CD, descarga digital      | 142                          | —                            | 2                            | —                            |              |
| II: The Sword | - Fecha de lanzamiento: Septiembre 27, 2018 - Discográfica: Reach Records - Formatos: CD, descarga digital | —                            | —                            | 4                            | —                            |              |

### Mixtapes
| Título                                        | Detalles del álbum                                                                 | Máximas posiciones obtenidas                                                                                                | Máximas posiciones obtenidas                                                                                                | Máximas posiciones obtenidas | Máximas posiciones obtenidas |
| Título                                        | Detalles del álbum                                                                 | US | US Rap | US Christ.                   | US Gospel                    |
| --------------------------------------------- | ---------------------------------------------------------------------------------- | --- | --- | ---------------------------- | ---------------------------- |
| Sin is Wack Vol. 1 (bajo el nombre de C-Lite) | - Primer mixtape - Lanzamiento: Enero 1, 2009 - Discográfica: Independiente        | — | — | —                            | —                            |
| Formerly Known                                | - Segundo mixtape - Lanzamiento: Septiembre 29, 2011 - Discográfica: Reach Records | — | — | —                            | 40                           |
| Work In Progress                              | - Tercer mixtape - Lanzamiento: Agosto 23, 2019 - Discográfica: Reach Records      | Work In Progress no entró en el Billboard 200, pero alcanzó su punto máximo en el número 68 en la lista de Top Album Sales. | Work In Progress tampoco entró en la lista Billboard Top Rap Albums, pero alcanzó el número 12 en la lista Rap Album Sales. | 2                            | —                            |

### Álbumes compilatorios
| Títulos                    | Detalles del álbum                                                                     |
| -------------------------- | -------------------------------------------------------------------------------------- |
| Saturday Morning Car-Tunez | - Compilación de remezclas - Lanzamiento: Junio 28, 2012 - Discográfica: Reach Records |

## Premios
| Título de obra premiada | Categoría                                | Año  | Ganadores en conjunto |
| ----------------------- | ---------------------------------------- | ---- | --- |
| 100                     | Canción grabada de Rap / Hip Hop del Año | 2014 | KB (ft. Andy Mineo); Kevin Burgess, Andy Mineo, Lasanna “ACE” Harris, Joseph Prielozny                                                |
| Neverland               | Álbum de Rap / Hip Hop del Año           | 2014 | Andy Mineo; Joseph Prielozny, Alex Medina, Tyshane Thompson, Gabriel Azucena, Ray Castro, Dre Garcia, Alex Hitchens, Courtney Peebles |
| You Can't Stop Me       | Video corto del año                      | 2015 | Andy Mineo, (director y productor) Kyle Dettman                                                                                       |
| Uncomfortable           | Canción grabada de Rap / Hip Hop del Año | 2016 | Andy Mineo; (Escritores) Gabriel Azucena, Ramon Ibanga Jr., Gabriel Lambirth, Andy Mineo, Kortney Pollard, Joseph Prielozny           |